# Huỳnh Phương Đài Trang
Huỳnh Phương Đài Trang sinh ngày 1 tháng 8 năm 1993 tại Bà Rịa – Vũng Tàu, là vận động viên quần vợt nữ Việt Nam.

## Sự nghiệp
Trang bắt đầu cầm vợt lúc 5 tuổi. Gia đình là chủ tiệm phở gia truyền nổi tiếng ở Vũng Tàu. Vì cô có khiếu, nên cha cô đã bán cả nhà và tiệm phở dọn về Sài Gòn để cô có thể chơi Tennis chuyên nghiệp.

Thành tích: Vô địch U14 châu Á, vô địch giải các tay vợt xuất sắc 2009 (vượt qua đàn chị Huỳnh Mai Huỳnh), vô địch quốc gia 2010 (vượt qua đàn chị Nguyễn Thuỳ Dung).
Ngày 11.10.2013 Đài Trang bị chấn thương, đã thua tay vợt Huỳnh Phi Khanh cùng đội (TP.HCM) trong vòng chung kết với tỉ số 4–6,1–6, sau khi đã giữ giải vô địch quốc gia nữ 2 năm liên tiếp.
Tại đại hội TDTT toàn quốc 2014, Huỳnh Phương Đài Trang đã đạt được 3 HCV các nội dung đơn nữ, đôi nam nữ và đồng đội nữ cho đội Quần vợt Tp Hồ Chí Minh. Đài Trang hiện học tại và thi đấu tennis cho Đại học Troy, bang Alabama, Hoa Kỳ. Theo bảng xếp hạng của hệ thống sinh viên các trường Đại học tại Mỹ, Trang đứng hạng 107 đơn nữ và 50 đôi nữ.
Ngày 17 tháng 4 năm 2015, Huỳnh Phương Đài Trang vừa được vinh danh tại Mỹ bởi Hội các trường đại học Sun Belt với danh hiệu "Tay vợt nữ của năm". Cô lập kỷ lục về số trận thắng đơn tại các giải trẻ trong hệ thống của Hội Sun Belt là 15 trong tổng số 18 trận, trong đó có chuỗi 12 trận thắng liên tiếp. Ngoài ra, tại nội dung đôi, Đài Trang cũng đã lập kỉ lục số trận thắng/thua là 14/2.